# Sexto Júlio Frontino
Sexto Júlio Frontino (em latim: Sextus Julius Frontinus; c. 30 – 103 (73 anos)) foi um engenheiro e senador romano nomeado cônsul sufecto duas vezes, a primeira em 73 com um colega desconhecido e a segunda para o nundínio de fevereiro de 98 com o imperador Trajano, e eleito cônsul ordinário em 100, novamente com Trajano. Foi um vitorioso general no reinado de Domiciano, comandando as legiões romanas na Britânia e nas fronteiras do Reno e do Danúnbio. Apesar disto, Frontino é mais conhecido para o mundo pós-clássico como um autor de tratados técnicos, especialmente "De Aquaeductu", sobre os aquedutos de Roma.

## Carreira
Em 70, Frontino participou da supressão da revolta na Renânia e depois recebeu a rendição de 70 000 língones. Entre esta data e sua nomeação como governador da Britânia no lugar de Quinto Petílio Cerial, poucos anos depois, Frontino foi nomeado cônsul sufecto, provavelmente em 73. Durante seu mandato, subjugou os siluros de Gales do Sul e, acredita-se, contra os brigantes. Ele foi sucedido por Cneu Júlio Agrícola, sogro do famoso historiador Tácito, em 77. Birley acredita que "é justo especular" que Frontino estava com Domiciano durante sua campanha na Germânia Magna em 83. Uma inscrição encontrada em Hierópolis, na Frígia, assim como diversas moedas em Esmirna atestam que ele foi procônsul da Ásia em 86.
Em 97, Frontino foi nomeado superintendente dos aquedutos de Roma (curator acquarum) pelo imperador Nerva, um cargo restrito a pessoas de grande renome e reputação. Ele também era membro do prestigioso colégio dos áugures. No ano seguinte, Frontino foi cônsul sufecto novamente e, em 100, foi eleito cônsul, as duas vezes com Trajano. Birley nota que "esta honra excepcional sublinha a alta estima na qual el era tido e sugere além disto que Trajano tinha um débito a pagar". Frontino faleceu em 103 ou 104, uma data baseada na correspondência de Plínio, o Jovem, a seus amigos contando que havia sido eleito para o colégio de áugures no lugar de Frontino, que havia morrido.

## Família
Por causa da falta de um titulus honorarius e de um sepulcralis, não existem informações sobre a vida de Frontina, o nome de seus pais ou de sua esposa. Somente alguns detalhes podem ser inferidos em menções em outros lugares. Acredita-se que ele seja originário da Gália Narbonense e era de uma família equestre. A partir da nomenclatura do nome de Públio Calvísio Rusão Júlio Frontino, um alto magistrado (possivelmente cônsul sufecto) em 84, pode-se inferir que Frontino tinha uma irmã, mãe de Rusão Frontino. Sabemos também que ele teve pelo menos uma filha, que se casou com Quinto Sósio Senécio, cônsul em 99 e 107, e mãe de Sósia Pola, que se casou com Quinto Pompeu Falcão.Descende dele a família Brianti ou Briante, que passou séculos na Bretanha, até a parte dos Brianti ter-se estabelecido no Norte da Itália, onde participou da pequena nobreza da região. Os Briante permaneceram na França, tendo forte ligação com os Duques d’Aumont e Marqueses de Rochebaron. Há também um ramo no Mónaco, cuja principal personalidade é o bilionário Gildo Pastor (1910-1990), que possuía uma fortuna estimada em 20 bilhões de euros. A família Brianti, da Itália, também deu origem à nobre família Fabris, importante no comércio de ferro entre Itália e Áustria na Idade Moderna.

### Fraude e roubo
Uma das primeiras funções que ele realizou quando foi nomeado superintendente das águas foi preparar mapas do sistema para que pudesse avaliar sua condição antes de realizar qualquer manutenção. Ele afirma que muitos haviam sido negligenciados e já não trabalhavam mais na capacidade plena. Ele estava especialmente preocupado com o desvio de água por fazendeiros e comerciantes inescrupulosos. Eles inseriam canos no canal dos aquedutos para coletar água para fins particulares. Por isso, ele realizou uma meticulosa pesquisa sobre os volumes de entrada e saída de cada aqueduto e investigou as discrepâncias. Inscrições em canos de chumbo com o nome do proprietário eram utilizadas também para evitar este tipo de furto de água. Frotino conhecia bem a obra seminal "De Architectura", de Vitrúvio, que menciona a construção e manutenção de aquedutos e publicada no século anterior. Ele inclusive faz referência a uma possível influência de Vitrúvio sobre os encanadores.

### Sistema de distribuição
A distribuição da água dependia, de forma complexa, da altura do aqueduto ao chegar em Roma, da qualidade da água e do volume de descarga. Assim, água de baixa qualidade seria enviada para irrigação, jardins ou banheiros enquanto apenas a melhor água era reservada para o consumo humano. Água de qualidade intermediária era utilizada pelos muitos banhos públicos e fontes. Frontino criticou a prática de misturar água de diferentes fontes e uma de suas primeiras decisões foi justamente separar a água de cada um dos sistemas.

### Manutenção
Frotino estava muito preocupado com vazamentos no sistema, especialmente aqueles em encanamentos subterrâneos, que eram difíceis de localizar e consertar, um problema ainda hoje enfrentado por engenheiros modernos. Os aquedutos acima do solo precisavam de constante manutenção para que a estrutura de alvenaria se mantivesse em boas condições, especialmente os que corriam sobre estruturas arqueadas. Era essencial, segundo ele, manter as árvores à distância para que suas raízes não danificassem as estruturas. Ele revisou as leis existentes que governavam o estado dos aquedutos e também a necessidade de garantir sua aplicação.

### Táticas militares
Frontino também escreveu um tratado teórico sobre a ciência militar, hoje perdido. Sua obra sobrevivente sobre assuntos militares, "Estratagemas" (em latim: Strategemata), é uma coleção de exemplos de estratagemas militares da história grega e romana para uso pelos generais. Ele se baseia em sua própria experiência como general na Germânia na época de Domiciano, mas a similaridade entre as anedotas que ele conta e as versões de outros autores como Valério Máximo e Lívio sugere que ele tenha se baseado principalmente em fontes literárias. Um exemplo é o seguinte, sobre o controle das águas de um rio durante um cerco:
| “ | Lúcio Metelo, quando lutou na Hispânia próxima, alterou o curso de um rio e o direcionou, a partir de um terreno mais elevado, para o acampamento do inimigo, localizado em terreno mais baixo. Então, quando o inimigo entrou em pânico por causa da repentina inundação, ele os matou utilizando os homens que havia posto em uma emboscada justamente para isto. | ” |

A autenticidade do quarto livro tem sido disputada. A última edição desta obra foi publicada em 1990 por R.I. Ireland.